# Stanisławów (powiat radzyński)
Stanisławów – wieś w Polsce, położona w województwie lubelskim, w powiecie radzyńskim, w gminie Ulan-Majorat.
| SIMC    | Nazwa     | Rodzaj    |
| ------- | --------- | --------- |
| 1024669 | Andrzejów | część wsi |
| 1024706 | Józefów   | część wsi |
| 1024787 | Ludwików  | część wsi |

W latach 1975–1998 wieś należała administracyjnie do województwa bialskopodlaskiego.
Wieś jest sołectwem w gminie Ulan-Majorat. Według Narodowego Spisu Powszechnego z roku 2011 wieś liczyła 108 mieszkańców.
Wierni Kościoła rzymskokatolickiego należą do parafii św. Zofii w Zofiborze.